# Кривой Рог-Западный
Кривой Рог-Западный — грузо-пассажирская железнодорожная станция Криворожской дирекции Приднепровской железной дороги на линии Апостолово—Долинская.

## История
Станция была открыта в 1884 году после строительства Екатерининской железной дороги. Сначала называлась Ингулец, позднее — Кривой Рог.
Дореволюционное здание станции не сохранилась, сохранились старые дома жилой застройки возле станции.

## Характеристика
Станция 4-го класса. Расположена на юго-западе города Кривой Рог Днепропетровской области, на правом берегу реки Ингулец, между станциями Кривой Рог (8 км) и Моисеевка (10 км) в 62,4 км от станции Долинская и 15 км от станции Кривой Рог-Главный.
На станции останавливаются пригородные поезда.